# كارل فون مارينيللي
كارل فون مارينيللي Karl von Marinelli (ولد في فيينا في سبتمبر 1745 ومات فيها في 28 يناير 1803) هو ممثل وكاتب مسرحي نمساوي، يعد من رواد المسرح النمساوي في النصف الثاني من القرن الثامن عشر.

## حياته
اعتلى مارينيللي المسرح لأول مرة وهو في سن السادسة عشرة، في إحدى الفرق المسرحية المتجولة، والتي كانت تعرض مسرحيات شعبية، وكان يديرها يوهان شولتس Schulz. قدم بارينيللي أولى أعماله المسرحية للفرقة حين كان يديرها يوهان ماتياس ماننجر، وعرضت مسرحياته الأولى في بريسبورج وبودابست وفيينا.
صنع مارينيللي في مسرحه نمطا جديدا من المسرحيات، عرفت فيما بعد بالمسرحية الهزلية المحلية الفيينية، نسبة إلى فيينا. وتتدرج هذه المسرحية الهزلية في نطاق المسرح الشعبي.
تولى مارينيللي إدارة الفرقة في عام 1780, واستطاع في العام التالي إنشاء أول مسرح شعبي مستقر في فيينا، وهو مسرح «ليوبولد شتيتر تياتر» Leopoldstädter Theater. وفي عام 1801 منحه القيصر يوزف الثاني لقب نبيل "Edler von", فتحول اسمه من كارل مارينيللي إلى كارل فون مارينيللي.
مات مارينيللي في 28 يناير 1803 في فيينا، عن ثمانية وخمسين عاما.

## من أعماله
- كل بداية صعبة 1781
- دون جوان أو الضيف الحجري 1774
- الممثل 1774
- المجري في فيينا 1774